# Jorge Alberto Cavazos Arizpe
Jorge Alberto Cavazos Arizpe (ur. 31 lipca 1962 w Monterrey) – meksykański duchowny rzymskokatolicki, biskup San Juan de los Lagos w latach 2016-2022. Arcybiskup San Luis Potosí od 2022.

## Życiorys
Święcenia kapłańskie otrzymał 31 maja 1989 i został inkardynowany do archidiecezji Monterrey. Pracował przede wszystkim w archidiecezjalnym seminarium duchownym (pełniąc m.in. funkcje ojca duchownego oraz prefekta). W latach 2002–2009 był także proboszczem parafii Dobrego Pasterza.
7 stycznia 2009 papież Benedykt XVI mianował go biskupem pomocniczym archidiecezji Monterrey, ze stolicą tytularną Isola. Sakry biskupiej udzielił mu 26 marca 2009 kardynał Francisco Robles Ortega.
2 kwietnia 2016 papież Franciszek mianował go biskupem ordynariuszem diecezji San Juan de los Lagos.
26 marca 2022 roku papież Franciszek mianował go arcybiskupem San Luis Potosí, zwalniając tym samym z funkcji biskupa diecezjalnego San Juan de los Lagos.